# Xenobiotikum
Ein Xenobiotikum (Plural: Xenobiotika für ‚dem Leben fremde Stoffe‘; von altgriechisch ξένος xénos ‚fremd‘ und βίος bíos ‚Leben‘) ist eine chemische Verbindung, die dem biologischen Stoffkreislauf eines Organismus oder natürlichen Ökosystemen fremd ist. Xenobiotische Verbindungen enthalten oft Strukturelemente, die in dieser Form nicht oder nur äußerst selten in Naturstoffen vorkommen.

## Entstehung und Bedeutung
In der Natur sind Xenobiotika fast immer anthropogenen Ursprungs; häufige Xenobiotika sind:
- Kunststoffe
- Pharmazeutische Wirkstoffe
- künstliche Pflanzenschutzmittel, etwa halogenierte Kohlenwasserstoffe
- Nahrungsbestandteile ohne physiologische Rolle wie verschiedene Zusatzstoffe inkl. Konservierungsmittel, synthetische Farbstoffe

Viele dieser Stoffe sind biologisch nur schwer oder gar nicht abbaubar. Dies liegt teils am Vorhandensein von in der Natur selten vorkommenden funktionellen Gruppen wie aromatischen Nitro- oder Sulfonsäure-Gruppen, siehe etwa die Buchstabensäuren.
Xenobiotika können positiv, gar nicht oder schädlich auf die Umwelt und Organismen einwirken (Ökotoxizität). Ein toxischer Effekt hängt neben der Aufnahme (Löslichkeit in Fett oder Wasser) auch von der biologischen Abbaubarkeit bzw. der Möglichkeit ab, das meist lipophile Xenobiotikum durch Biotransformation wasserlöslich und damit ausscheidbar zu machen, sowie von der Anreicherung in bestimmten Organismen oder Teilen von Organismen. Einige Xenobiotika werden den Xenohormonen zugeordnet.

## Biochemie
In der Biochemie umfasst der Begriff Xenobiotika alle körperfremden Stoffe. Bei Verwendung des Begriffs ist darauf zu achten, welcher Organismus gemeint ist. Zum Beispiel ist eine für den Menschen xenobiotische Substanz, wie z. B. ein Antibiotikum, nicht für den Pilz xenobiotisch, der sie bildet.

## Weiterführende Literatur
- H. Parvez and C. Reiss: Molecular Responses to Xenobiotics. Elsevier, 2001, ISBN 0-345-42277-5 (englisch).
- C. Ioannides: Enzyme Systems That Metabolise Drugs and Other Xenobiotics. John Wiley and Sons, 2001, ISBN 0-471-89466-4 (englisch).
- M. Richardson: Environmental Xenobiotics. Taylor & Francis Ltd, 1996, ISBN 0-7484-0399-X (englisch).
- C. Ioannides: Cytochromes P450: Metabolic and Toxicological Aspects. CRC Press Inc, 1996, ISBN 0-8493-9224-1 (englisch).
- Y.C. Awasthi: Toxicology of Glutathionine S-transferses. CRC Press Inc, 2006, ISBN 0-8493-2983-3 (englisch).